# Sharif Atkins
Sharif Atkins (29 de janeiro de 1975) é um ator norte-americano.

## Atuações especiais
Sharif Atkins ficou mais conhecido pelo grande público pelo seu papel como o Dr. Michael Gallant no seriado americano ER. e pelo seu papel em White Collar desde 2008(Detetive Jones), recentemente fez uma breve aparição na série Lucifer

## Outras participações
Participou recentemente dos seriados Numb3rs, Close to Home e The 4400.